# Harry van Doorn

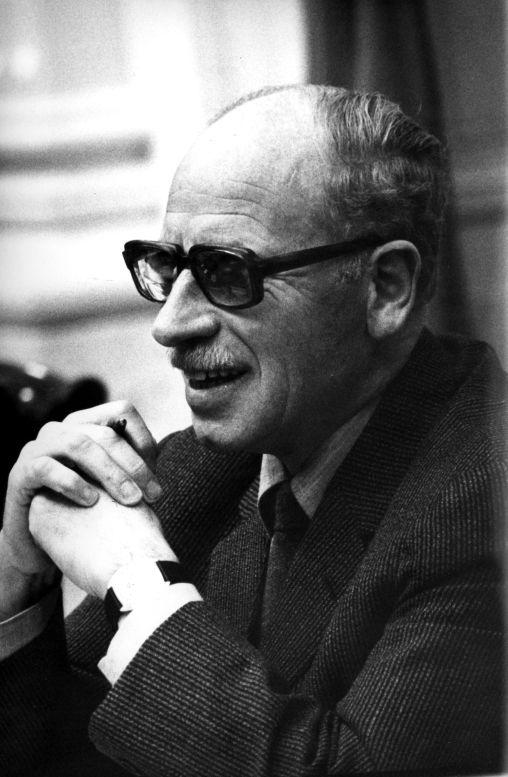
Harry van Doorn (1976)

Henry „Harry“ Willem van Doorn (* 6. Oktober 1915 in Den Haag; † 12. Januar 1992 in Amersfoort, Provinz Utrecht) war ein niederländischer Jurist, Verwaltungsbeamter und Politiker der Katholieke Volkspartij (KVP), dann der Politieke Partij Radikalen (PPR) sowie zuletzt der Partij van de Arbeid (PvdA), der zwölf Jahre lang Mitglied der Zweiten Kammer der Generalstaaten war. Er war zwischen 1956 und 1962 Vorsitzender der KVP und von 1961 bis 1973 Vorstandsvorsitzender der öffentlich-rechtlichen Rundfunkgesellschaft KRO (Katholieke Radio Omroep). Danach fungierte er zwischen 1973 und 1977 als Minister für Kultur, Freizeit und Gemeinschaftsarbeit im Kabinett von Ministerpräsident Joop den Uyl und trat während dieser Zeit für die Beendigung der Piratensender in der Nordsee ein.

## Leben

### Studium, Ministerialbeamter und Staatsanwalt
Van Doorn begann nach dem Besuch des römisch-katholischen Gymnasiums Aloysius College in Den Haag 1935 ein Studium im Fach Strafrecht der Niederlande an der Rijksuniversiteit Leiden, das er am 22. Oktober 1940 abschloss. Seine berufliche Laufbahn begann er 1942 als Verwaltungsbeamter in der Außenstelle des Ministeriums für öffentliche Arbeiten in Rotterdam und war dort bis zum 1. Mai 1951 tätig.
Nach Ende des Zweiten Weltkrieges wurde er 1945 daneben zunächst kommissarischer Staatsanwalt an der Kammer für Rotterdam des Sondergerichtshofes in Den Haag, an dem er zwischen dem 1. Dezember 1947 und Januar 1951 als Staatsanwalt tätig war. In dieser Funktion beantragt er mehrmals die Todesstrafe für Landesverräter während des Zweiten Weltkrieges und der Besetzung der Niederlande durch die deutsche Wehrmacht.
Im Januar 1951 wechselte van Doorn ins Justizministerium und war dort bis Januar 1952 mit Fragen der Reorganisation des Justizwesens befasst. Daneben fungierte er zwischen dem 1. Mai 1951 und dem 3. Juli 1956 als stellvertretender Ankläger am Bezirksgericht von Rotterdam sowie von Januar 1952 bis Juli 1956 als Beamter in der Polizei-Abteilung des Justizministeriums, in der er sich mit Fragen der Reorganisation der Polizei beschäftigte.

### Politische Laufbahn
Neben seiner beruflichen Laufbahn engagierte sich van Doorn in der Katholieke Volkspartij (KVP) und war zunächst zwischen 1945 und 1946 Vorstandsmitglied der KVP von Rotterdam, zwischen Mai 1951 und 1952 Mitglied des Vorstands der KVP von Hillegersberg sowie von 1952 bis zum 2. April 1954 Mitglied des Wahlkreisausschusses der KVP von Rotterdam.
Während dieser Zeit wurde er am 23. Januar 1954 auch Vorsitzender der Katholieke Volkspartij und bekleidete diese Funktion mehr als acht Jahre lang bis zum 23. Juni 1962. Daneben wurde er am 23. Juli 1956 erstmals zum Mitglied der Zweiten Kammer der Generalstaaten gewählt und gehörte dieser bis zum 28. Februar 1968 an. Des Weiteren wurde er am 1. Juli 1961 Vorstandsvorsitzender der öffentlich-rechtlichen Rundfunkgesellschaft KRO (Katholieke Radio Omroep) und bekleidete diesen Posten fast zwölf Jahre lang bis zum 11. Mai 1973.
Als Vorsitzender der KVP lieferte sich van Doorn, der nach seiner Eheschließung am 17. März 1942 zum römisch-katholischen Glauben konvertierte, erbitterte Debatten mit der Partij van de Arbeid. Für seine langjährigen Verdienste wurde ihm am 29. April 1966 das Ritterkreuz des Orden vom Niederländischen Löwen verliehen.
Später war er zwischen dem 23. Juni 1962 und November 1966 noch Mitglied des Parteivorstandes der KVP, legte dieses Mandat jedoch nach dem Nacht van Schmelzer (13./14. Oktober 1966) genannten Sturz der Regierung von Ministerpräsident Jo Cals durch den damaligen KVP-Fraktionsvorsitzenden Norbert Schmelzer nieder. Aus Unzufriedenheit mit der politischen Ausrichtung seiner Partei trat er schließlich am 26. Februar 1968 aus der KVP aus und legte zwei Tage später am 28. Februar 1968 auch sein Parlamentsmandat nieder.
Am 27. April 1968 trat er der neugegründeten Politieke Partij Radikalen (PPR) bei und wurde am 11. Mai 1973 von Ministerpräsident Joop den Uyl zum Minister für Kultur, Freizeit und Gemeinschaftsarbeit (Minister van Cultuur, Recreatie en Maatschappelijk Werk) in dessen Kabinett berufen, dem er bis zum 19. Dezember 1977 angehörte. Er trat während dieser Zeit für die Beendigung der Piratensender in der Nordsee ein. Für seine langjährigen politischen Verdienste wurde er nach seinem Ausscheiden aus der Regierung am 11. April 1978 zum Kommandeur des Orden von Oranien-Nassau ernannt.
Im September 1979 wurde van Doorn zum stellvertretenden Richter an das Bezirksgericht von Utrecht berufen und wirkte dort bis zum 1. November 1985. Nachdem er schließlich aus der PPR ausgetreten war, trat er zuletzt am 9. Februar 1986 der früher von ihm stark kritisierten PvdA bei.

## Hintergrundliteratur
- Oud-minister Harry van Doorn: „Ik hoefde nooit twee keer te zeggen dat ik iets niet pikte“, in: Haagse Post vom 2. August 1980
- Maarten Huygen: Afscheid van een statig magistraat met natuurlijk gezag, in: NRC Handelsblad vom 30. Oktober 1985
- F. Groeneveld: H.W. van Doorn 1915-1992; Katholiek bestuurder, in: NRC Handelsblad vom 13. Januar 1992
- K. Bastianen: Mr Harry van Doorn stond model voor een linkse héér, in: De Volkskrant vom 14. Januar 1992
- H. Goslinga: Oud-politicus pleitte al vroeg voor een duaal omroepbestel. Harry van Doorn 1915-1992, in: Trouw vom 14. Januar 1992